# Присовский, Константин Адамович
Константи́н Ада́мович Присо́вский (10 (22) сентября 1879, Киев, Российская империя — 15 февраля 1966, Мужен, Франция) — генерал-майор Русской армии (1917), участник русско-японской, Первой мировой и гражданской войн; в 1918 году — генерал-хорунжий армии Украинской державы, с 1919 года — участник «белого» движения.

## Биография
Из потомственных почётных граждан Киевской губернии, православный. Родился в Киеве, в семье Адама Акинфиевича Присовского (род. 18.07.1847 в с. Паволочь Сквирского уезда Киевской губернии) и его жены Александры Васильевны ур. Обертинской (род. 16.05.1851 в с. Паволочь).
Общее образование получил в доме родителей (по другим данным — обучался в Киевской гимназии).

### Служба в Русской императорской армии
В сентябре 1898 года добровольно вступил в военную службу в 131-й пехотный Тираспольский полк (г. Киев) рядовым на правах вольноопределяющегося 2-го разряда и вскоре был командирован на учёбу в Чугуевское пехотное юнкерское училище (город Чугуев Харьковской губернии).
В 1901 году, по окончании по 1-му разряду (на «отлично») полного курса наук в училище, в звании подпрапорщика был определён на службу в дислоцированный в Киеве 130-й пехотный Херсонский полк и в ноябре 1901 года произведен в офицерский чин подпоручика (со старшинством с 01.09.1901).
Участник русско-японской войны: служил в войсках действующей армии, в сражениях не был.
За выслугу лет, 10 октября 1905 года, был произведен в поручики (со старшинством с 01.09.1905), затем, 10 октября 1909 года, — в штабс-капитаны (со старшинством с 01.09.1909).
На январь 1914 года К. А. Присовский — штабс-капитан, младший офицер 8-й роты 130-го пехотного Херсонского полка (г. Киев), находился в полку.

#### На фронтах Первой мировой войны
С началом Первой мировой войны, в соответствии с мобилизационным планом, в Киеве комплектовалось сразу несколько пехотных дивизий второй очереди. Среди офицеров 130-го пехотного Херсонского полка, откомандированных на формирование 278-го пехотного Кромского полка 70-й пехотной дивизии, был и штабс-капитан К. А. Присовский.
31 июля 1914 года отмобилизованный 278-й пехотный Кромский полк, в составе своей дивизии, прибыл в город Брест-Литовск, откуда походным порядком выступил на участок фронта Люблин — Замостье и занял позицию у селений Ланы и Китово. Здесь, в полосе 4-й армии Юго-западного фронта, полк участвовал в боях 11—14 августа 1914 года. При этом с 6 августа 70-я дивизия была включена в состав 14-го армейского корпуса (9-я армия). 8 августа у деревни Китово К. А. Присовский был впервые ранен, однако остался в строю.
На протяжении всей Галицийской битвы 278-й пехотный Кромский полк участвовал в успешном наступлении Русской императорской армии. В ходе этой операции, за умелое проведение 5 ноября 1914 года штыковой контратаки, предотвратившей прорыв противника, К. А. Присовский в 1915 году был награждён Георгиевским оружием (с надписью «За храбрость»). За бой 10 декабря 1914 года, в ходе которого батальону под командованием К. А. Присовского удалось овладеть и удержать плато между высотами 317 и 334, он был награждён высшей военной наградой Российской империи для обер-офицеров — орденом Святого Георгия IV степени (Высочайший Приказ по этому награждению был подписан почти 2 года спустя — 26 августа 1916 года; всего же за годы войны К. А. Присовский был удостоен семи боевых наград).
20 января 1915 года произведен в капитаны (старшинство — с 01.09.1913). Командовал батальоном.
Весной 1915 года 278-й пехотный Кромский полк действовал в Галиции, в районе реки Белы, где 19 апреля ему пришлось выдержать мощный натиск германских войск после интенсивной артподготовки. В мае, отведённый на рубеж Горлице — Громник, отступая под натиском германских и австро-венгерских армий во время Горлицкого прорыва, полк нёс большие потери.
К концу лета 1915 года 70-я пехотная дивизия в составе 14-го армейского корпуса была переведена на Северо-Западный фронт. Здесь, к югу от Двинска, с осени 1915 года, 278-й пехотный Кромский полк занимал полосу обороны от озера Дрисвяты по восточному берегу одноимённой реки. 13 сентября в позиционных боях у местечка Сосенка Присовский получил второе ранение и был эвакуирован в Киев. До 7 декабря 1915 года находился в лазарете Российского общества Красного Креста, затем вернулся в свой полк.
3 января 1916 года, «за отличия…», был произведен в подполковники (со старшинством с 21.07.1915), а 23 июня 1916 года — в полковники (со старшинством с 16.08.1915). До декабря 1916 года оставался в своём полку, который всё это время занимал позиции в Белоруссии; — командир 2-го батальона, в мае-июле — временно командующий полком.
4 декабря 1916 года полковник Присовский был назначен на должность командира 280-го пехотного Сурского полка, входившего в состав той же 70-й пехотной дивизии.
14 апреля 1917 года — назначен командующим бригадой 182-й пехотной дивизии (13-й армейский корпус, 5-я армия, Северный фронт), а 28 июня 1917 года — командующим 10-й Туркестанской стрелковой бригадой, которая в эти дни прибыла на Северный фронт и была включена в состав 6-го Сибирского армейского корпуса, 12-й армии (Приказ 12-й армии № 814).
16 сентября 1917 года К. А. Присовский, «за отличия по службе», был произведен в последний свой чин в Русской армии — в чин генерал-майора, с назначением командующим 10-й Туркестанской стрелковой дивизией, созданной в августе 1917 года путём переформирования 10-й Туркестанской стрелковой бригады. Дивизия находилась в резерве войск 12-й армии.

### В годы Гражданской войны

#### На службе в УНР и в Украинской державе
После большевистского переворота в Петрограде и начавшейся всеобщей демобилизации Русской армии, К. А. Присовский вернулся в Киев, где, с началом Гражданской войны, в уличных боях против российских красногвардейских отрядов бывшего царского офицера М. А. Муравьёва противостоял им во главе наскоро организованного офицерского отряда. Отряд Присовского потерпел поражение, в том числе и потому, что Муравьёв (первым в гражданской войне) применил боевые отравляющие вещества, и вместе с войсками Центральной Рады УНР 26 января был вынужден оставить город. Однако, 9 февраля 1918 года, в селе Гнатовка, находившемся в 10 км к западу от Киева, К. А. Присовский сформировал и возглавил Отдельный Запорожский отряд, в состав которого вошли остатки всех украинских частей, отступивших из Киева. Руководство УНР согласилось с его назначением на роль командующего, поскольку, как позже признавал военный министр УНР А. Т. Жуковский: 
Сам Присовский ... был человеком твердой, устойчивой, крепкою волей и характером — атаман с большим боевым и вообще военным опытом. Умел себя поставить перед разбушевавшимися казаками и заставить их подчиняться ему и выполнять его приказы.
 Под его командованием в результате кровопролитных боёв с большевиками 24 февраля 1918 года Запорожский отряд освободил сначала Житомир, а на следующий день — Бердичев. 29 февраля отрядом был взят Ирпень, а 1 марта войска Присовского, при поддержке союзников (германских войск, вступивших на Украину), освободили Киев. Благодаря своим человеческим качествам Константин Адамович пользовался непререкаемым авторитетом среди подчинённых. Сотник Степан Ко́зел так характеризовал генерала: 
Присовский был высокообразованным, интеллигентным и благородным человеком, хорошо владел украинским языком, ему мог бы позавидовать не один языковед.
Опасаясь растущей популярности Присовского, Центральная Рада сняла его с должности командира отряда и назначила губернским комендантом Киевщины.

После провозглашения в апреле 1918 года Украинской державы К. А. Присовский примкнул к гетману Скоропадскому, который в чине генерального хорунжего (генерал-хорунжего) утвердил его в должности коменданта гетманского дворца. В последующие годы П. П. Скоропадский так отзывался о нём: 
Комендантом был у меня генерал Присовский, прекрасный человек, о котором я всегда сохраню память как о безукоризненном человеке. До последней минуты он исполнял свой долг, невзирая на то, что рисковал многим
После создания 13 ноября 1918 года в Киеве Директории УНР и начала антигетманского восстания К. А. Присовский попытался противостоять этому и сформировал из войск Запорожского корпуса новый, подчинённый гетману, Запорожский отряд, однако в первом же обещавшем успех бою с Петлюрой отряд вышел из подчинения, объявил о нейтралитете и, по существу, перешёл на сторону Директории УНР.
Связывать свою дальнейшую судьбу с Директорией УНР генерал Присовский отказался.

#### В составе ВСЮР
Для продолжения борьбы с большевиками, которых он считал своими главными врагами, К. А. Присовский в августе 1919 года вступил в Вооружённые силы Юга России (ВСЮР).
С осени 1919 года в Феодосии он возглавил только что прибывшее из Екатеринодара Киевское Константиновское военное училище, командуя которым в январе 1920 года остановил «красных» на подступах к Крыму в районе Армянска. Помимо этого, летом 1920 года вскоре после вступления в командование ВСЮР барона Врангеля, памятуя прошлые заслуги Присовского перед УНР, он был назначен генералом для поручений по делам Украины для организации контактов с повстанческим движением.
В ноябре 1920 года, вместе со своими юнкерами, генерал Присовский принял участие в последних боях на Перекопе.

### В эмиграции
12 ноября 1920 года, после разгрома Русской армии Врангеля, на военном транспорте «Дон» К. А. Присовский вместе со своим училищем покинул Родину и 13 ноября прибыл в Галлиполи. 1 января 1922 года на пароходе «Ак-Денис» генерал с юнкерами прибыл в Горна Джумая (Болгария), где 4 июня состоялся последний (68) выпуск константиновцев. Вскоре после этого семья К. А. Присовского переехала в Югославию.
По сведениям, полученным от внука генерала — Александра Игоревича Присовского, в середине 20-х годов Константин Адамович поселился на юге Франции, где, благодаря финансовой помощи проживавшего в США младшего брата Е. А. Присовского, в 1932 году приобрёл небольшой участок земли с домом в Мужене (предместье Канн). До самой старости К. А. Присовский работал служащим в местной электротехнической компании. В годы Второй мировой войны семья оставалась на территории, подконтрольной правительству Виши и не испытала тягот оккупации. Сын генерала — Игорь Константинович Присовский — был офицером французской армии, в составе которой участвовал во Французской кампании (май — июнь 1940 года) против гитлеровской Германии.
Находясь в изгнании, независимо от места проживания, К. А. Присовский принимал самое деятельное участие в жизни русской эмиграции. На протяжении многих лет он поддерживал дружеские отношения с жившим в Берлине гетманом П. П. Скоропадским. Эта связь оборвалась лишь со смертью последнего. С образованием в Белграде 26 ноября 1921 года, в день Святого Георгия Победоносца, Объединения бывших юнкеров и преподавателей Чугуевского военного училища, и до его упразднения к началу немецкой оккупации Франции весной 1941 года, а также после восстановления деятельности Объединения после войны К. А. Присовский был его почётным председателем. Заметной была его роль в деятельности Союза георгиевских кавалеров в изгнании.
Константин Адамович Присовский скончался на 87-м году жизни и был похоронен на кладбище в Мужене (Cimitiere Fontville). 4 апреля 1966 года в очередном номере журнала «Часовой» за подписью членов объединения юнкеров Чугуевского училища на смерть старого генерала был опубликован некролог.

## Награды
- Тёмно-бронзовая медаль «В память русско-японской войны» (1906)
- Светло-бронзовая медаль «В память 300-летия царствования дома Романовых» (1913)
- Орден Святой Анны 3-й степени (1914?)[27]
- Георгиевское оружие (ВП 14.06.1915),

«… за то, что 5-го ноября 1914 года, составляя с вверенной ему ротой крайний фланг полка, будучи подвергнут на рассвете охватывающей атаке австрийцев, которым при этом удалось проникнуть к нему в тыл и захватить крайний фланговый взвод роты, не задумываясь атаковал с остальными людьми противника, несмотря на его превосходство в силах, и выбил его лихим штыковым ударом из занятых им окопов, взяв пленными 26 человек.»
- Орден Святого Станислава 2-й степени с мечами (ВП 27.07.1915)
- Орден Святой Анны 4-й степени с надписью «За храбрость» (ВП 12.05.1916)
- Британский Военный крест (май 1916)
- Орден Святого Георгия 4-й степени (ВП 26.08.1916),

«… за то, что в бою 10-го декабря 1914 года у м. Тухова, командуя батальоном, получив приказание овладеть плато между выс. 317 и 334, решительно и мужественно, под сильным огнём противника, воодушевляя всех личным примером, повёл батальон в атаку; постепенно выбивая противника из ряда окопов штыками, овладел указанным плато, захватив 1 пулемёт, 8 офицеров и 367 нижних чинов. Плато было закреплено и удержано, чем был достигнут успех в дальнейшем очищении противником всех позиций на массиве.» 
- Орден Святой Анны 2-й степени с мечами (ВП 17.11.1916)
- Орден Святого Владимира 4-й степени с мечами и бантом (ПАФ 20.05.1917)

## Семья
Жена: Мария Васильевна ур. Дорофеева, — православная, уроженка Орловской губернии (07.08.1890 — 17.02.1975, Канны, Франция);
- Сын: Игорь Константинович Присовский (15.10.1913 — 13.04.1995, Кенсингтон (США)) — химик, был женат на Наталии Владимировне Пешехоновой (11.03.1920, Ревель — 04.2018 Хьюстон (США)) — внучке профессора кафедры детских болезней Императорской Военно-медицинской академии в Санкт-Петербурга А. Н. Шкарина;
  - Внук: Присовский Александр Игоревич (род. 25.07.1948) — проживает в Хьюстоне, геолог, геофизик;
- Дочь: Елена Константиновна Мелик (15.04.1915 — 02.1980);
- Братья:

Павел Адамович Присовский (род. 1877);
Леонид Адамович Присовский (род. 1880);
Евгений Адамович Присовский (род. 1882);
Николай Адамович Присовский (род. около 1890);
- Сёстры:

Виктория Адамовна Рубина (род. около 1880);
Варвара Адамовна Присовская (род. около 1890);
Анна Адамовна Присовская (род. около 1890).